# 加莱塞
加莱塞（義大利語：Gallese），是意大利维泰博省的一个市镇。总面积37.3平方公里，人口3022人，人口密度81.0人/平方公里（2009年）。ISTAT代码为056027。